# ASB Charity Cup
A Charity Cup (conhecida como ASB Charity Cup por motivos de patrocínio) é uma competição neozelandesa disputada entre o campeão do Campeonato Neozelandês e o clube neozelandês melhor colocado na Liga dos Campeões da OFC.
Caso o campeão do Campeonato Neozelandês e o clube neozelandês melhor colocado na Liga dos Campeões da OFC for o mesmo, o jogo é disputado entre o campeão e o vice do Campeonato Neozelandês.
A competição foi fundada em 1978 denominada de NZFA Challenge Trophy. A competição parou de ser realizada após a disputa de 1987.
O torneio foi reintroduzido no calendário neozelandês de futebol em 2011 denominada de ASB Charity Cup.

## Finais
| NZFA Challenge Trophy | NZFA Challenge Trophy       | NZFA Challenge Trophy | NZFA Challenge Trophy       |
| --------------------- | --------------------------- | --------------------- | --------------------------- |
| 1978                  | Manurewa AFC                | 2–0                   | Christchurch United         |
| 1980                  | University-Mount Wellington | 3–1                   | North Shore United          |
| 1981                  | University-Mount Wellington | 2–0                   | Gisborne City               |
| 1982                  | Wellington United           | 1 (5) – (4) 1         | Dunedin City                |
| 1983                  | University-Mount Wellington | 1–0                   | North Shore United          |
| 1984                  | Manurewa AFC                | 2–1                   | University-Mount Wellington |
| 1985                  | Gisborne City               | 1–0                   | Manurewa AFC                |
| 1986                  | Wellington United           | 2–0                   | Napier City Rovers          |
| 1987                  | North Shore United          | 3–0                   | University-Mount Wellington |
| ASB Charity Cup       |                             |                       |                             |
| 2011                  | Auckland City               | 3–2                   | Waitakere United            |
| 2012                  | Waitakere United            | 2–1                   | Auckland City               |
| 2013                  | Auckland City               | 4–1                   | Waitakere United            |
| 2014                  | Team Wellington             | 2 (4) – (3) 2         | Auckland City               |
| 2015                  | Auckland City               | 3–0                   | Team Wellington             |
| 2016                  | Auckland City               | 3–1                   | Team Wellington             |
| 2017                  | Team Wellington             | 3–1                   | Auckland City               |
| 2018                  | Auckland City               | 4-3                   | Team Wellington             |
| 2020                  | Eastern Suburbs             | 0–2                   | Auckland City]              |

## Campeões
| Clube                       | Número de Títulos | Temporada                          |
| --------------------------- | ----------------- | ---------------------------------- |
| Auckland City               | 6                 | 2011, 2013, 2015, 2016, 2018, 2020 |
| University-Mount Wellington | 3                 | 1980, 1981, 1983                   |
| Manurewa AFC                | 2                 | 1978, 1984                         |
| Wellington United           | 2                 | 1982, 1986                         |
| Team Wellington             | 2                 | 2014, 2017                         |
| Gisborne City               | 1                 | 1985                               |
| North Shore United          | 1                 | 1987                               |
| Waitakere United            | 1                 | 2012                               |